# Odontotremataceae
Odontotremataceae es una familia de hongos en el orden Ostropales. Las especies de esta familia poseen una distribución amplia, pero son especialmente conocidas en las zonas templadas del norte.

## Géneros
- Bryodiscus
- Coccomycetella
- Geltingia
- Odontotrema
- Odontura
- Paralethariicola
- Paschelkiella
- Potriphila
- Rogellia
- Stromatothecia
- Thamnogalla
- Tryblis
- Xerotrema